# Золотой век литературы в XVI веке
«Золотой век литературы в XVI веке» (пол. Złoty wiek literatury w XVI wieku – Reformacja – Przewaga katolicyzmu) — картина польского художника Яна Матейко на исторический сюжет, созданная в 1888 году. Десятая по времени действия часть цикла «История цивилизации в Польше». Хранится в Национальном музее в Варшаве, созданная предположительно пятой по счёту.

## Описание и судьба картины
Матейко изобразил апофеоз польской духовной жизни XVI века, причём основным его источником стали три заключительные лекции Юзефа Шуйского из цикла «Возрождение и Реформация в Польше».